# Callao (regio)
Callao (Aymara: Kallao; Quechua: Qallaw) is de kleinste regio van Peru, gelegen in het midden van het land. De regio heeft een oppervlakte van 147 km² en heeft 1.010.315 inwoners (2015). Callao wordt geheel omsloten door de provincie Lima en de Grote Oceaan. De regio bestaat volledig uit de hoofdstad Callao, de thuishaven van de Peruaanse Marine.

## Bestuurlijke indeling
De regio is verdeeld in 1 provincie, die weer is onderverdeeld in 7 districten. 
| Nr. | Provincie | Inwoners  | Oppervlakte | UBIGEO | Districten | Hoofdplaats | Inwoners |
| --- | --------- | --------- | ----------- | ------ | ---------- | ----------- | -------- |
| 1   | Callao    | 1.010.315 | 147 km²     | 0701   | 7          | Callao      | -        |

| Detailkaart         |
| ------------------- |
|                     |
| De provincie Callao |

Amazonas · Áncash · Apurímac · Arequipa · Ayacucho · Cajamarca · Callao · Cuzco · Huancavelica · Huánuco · Ica · Junín · La Libertad · Lambayeque · Lima · Loreto · Madre de Dios · Moquegua · Pasco · Piura · Puno · San Martín · Tacna · Tumbes · Ucayali

Zelfstandige provincie: Lima